# Голован, Андрей Трифонович
Андрей Трифонович Голован (1900—1964) — советский и российский учёный, доктор технических наук, профессор.
Один из создателей научной школы автоматизированного электропривода в Московском энергетическом институте.

## Биография
Родился в 1900 году в семье, имеющей исторические белорусские корни. Сын Марии Егоровны Богданович (в замужестве Голован, ?—1931); племянник А. Е. Богдановича — белорусского ученого, этнографа, писателя и фольклориста.
В 1926 году он окончил Ленинградский электротехнический институт (ныне Санкт-Петербургский государственный электротехнический университет). С 1926 по 1931 год работал инженером на электростанциях, в 1931–1934 годах был руководителем научных работ в ЦНИИТмаш. С 1934 года работал на кафедре электрооборудования промышленных предприятий МЭИ, где в 1936 году защитил кандидатскую, а в 1943 году — докторскую диссертации. Стал заведующим кафедрой, затем — деканом факультета электрификации промышленности и транспорта вуза.
В своей научной деятельности значительное время уделял исследованиям электроприводов переменного тока, в частности улучшению их энергетических показателей. Голован разработал теорию выбора маховикового привода для механизмов, работающих с ударной нагрузкой, изобрел оригинальный электровинтовой пресс, предложил методику расчета систем электрического вала.
Наряду с научной, занимался преподавательской деятельностью — руководил аспирантами и стажерами, читал лекции, был членом экспертной комиссии ВАК. Им было подготовлено свыше 30 докторов и кандидатов технических наук. Подготовил плеяду последователей и учеников, многие из которых стали видными учеными, руководящими работниками промышленных предприятий и научно-исследовательских институтов: Н. Ф. Ильинский, А. А. Сиротин, А. С. Сандлер, В. И. Ключев, Г. В. Грабовецкий и другие.
Андрей Трифонович Голован был автором многих научных работ, учебных пособий, большого количества статей по фундаментальным вопросам автоматизированного электропривода; опубликовал несколько монографий. Одна из них — «Дополнительные главы теории электропривода», изданная в 1936 году, стала очень популярной: в ней были представлены оригинальные разработки и расчеты электрических приводов переменного тока. Широко известными также стали две его монографии по электроприводу кузнечнопрессовых машин. А вышедшее первым (1949 год) и вторым изданием (1959 год) фундаментальное учебное пособие Голована «Основы электропривода» и в настоящее время является настольной книгой студентов, научных работников и инженеров.
Умер в 1964 году.